# Henrik Nielsen (maler)
 For alternative betydninger, se Henrik Nielsen. (Se også artikler, som begynder med Henrik Nielsen)
Henrik Nielsen (født 5. maj 1890 i København, død 27. maj 1941 på Frederiksberg) var en dansk maler.
Nielsen var uddannet fra Teknisk Skole og derefter Kunstakademiet i København 1908-14.
Han malede især portrætter samt landskabsmotiver. Portrætterne er realistiske og gerne med en social drejning. Henrik Nielsen fik for sit virke en del hædersbevisninger.

## Stipendier og udmærkelser
- 1916-17 Akademiets stipendium
- 1916-17 Den Hielmstierne-Rosencroneske Stiftelse
- 1917 Bielke
- 1918 og 1920 Den Raben-Levetzauske Fond
- 1920 Årsmedaljen 1
- 1920 og 1936 Zacharias Jacobsens Legat
- 1921 Eckersberg Medaillen
- 1922 Dronning Alexandra
- 1934 og 1937 Oscar Carlsons Præmie
- 1938 Alfred Benzons Fond
- 1941 Benny Claudi-Pedersens Legat

| - Værker af Henrik Nielsen - Udsigt over tage, Forchhammersvej, 1920 - Det grønne køkken, 1920 Ribe Kunstmuseum - Fra en blomsterhandler med en pige spejdende ud ad vinduet (ukendt dato) |